# Olympische Winterspiele 2006/Teilnehmer (Italien)
| Gelbes Symbol für Goldmedaillen mit stilisierten Olympischen Ringen | Graues Symbol für Silbermedaillen mit stilisierten Olympischen Ringen | Braundes Symbol für Bronzemedaillen mit stilisierten Olympischen Ringen |
| ------------------------------------------------------------------- | --------------------------------------------------------------------- | ----------------------------------------------------------------------- |
| 5                                                                   | —                                                                     | 6                                                                       |

Italien nahm an den Olympischen Winterspielen 2006 in Turin mit einer Delegation von 185 Athleten, 74 Frauen und 111 Männer, in 15 Sportarten teil.

## Flaggenträger
Die Eiskunstläuferin Carolina Kostner trug die Flagge Italiens während der Eröffnungsfeier, bei der Abschlussfeier wurde sie vom Rennrodler Armin Zöggeler getragen.

## Medaillen

### Goldmedaille
- Rodeln, Einsitzer, Herren: Armin Zöggeler
- Eisschnelllauf Teamverfolgung, Herren: Stefano Donagrandi, Enrico Fabris, Matteo Anesi, Ippolito Sanfratello
- Langlauf, Staffel, Herren: Fulvio Valbusa, Giorgio Di Centa, Pietro Piller Cottrer, Cristian Zorzi
- Eisschnelllauf, 1500 m Herren: Enrico Fabris
- Langlauf, 50 km Herren: Giorgio Di Centa

### Bronzemedaille
- Langlauf, 2 × 15 km Verfolgung: Pietro Piller Cottrer
- Eisschnelllauf, 5000 m, Herren: Enrico Fabris
- Rodeln, Doppelsitzer: Gerhard Plankensteiner, Oswald Haselrieder
- Langlauf, Staffel, Frauen: Arianna Follis, Gabriella Paruzzi, Antonella Confortola, Sabina Valbusa
- Zweierbob, Frauen: Gerda Weißensteiner, Jennifer Isacco
- Shorttrack, 3000 m Staffel, Frauen: Marta Capurso, Arianna Fontana, Katia Zini, Mara Zini

## Teilnehmer nach Sportarten

### Biathlon
Männer:
- Sergio Bonaldi
Sprint (10 km): 68. Platz.; 30:06,7 min; +3:55,1 min
- Christian De Lorenzi
Einzel (20 km): 7. Platz; 56:04,0 min; +1:41,0 min
Sprint (10 km): 28. Platz; 28:14,5 min; +2:02,9 min
- Paolo Longo
Einzel (20 km): 55. Platz; 1:01:27,9 h; +7:04,9 min
- Wilfried Pallhuber
Einzel (20 km): 9. Platz; 56:08,4 min; +1:45,4 min
Sprint (10 km): 23. Platz; 28:05,6 min; +1:54,0 min
- René-Laurent Vuillermoz
Einzel (20 km): 25. Platz; 58:17,9 min; +3:54,9 min
Sprint (10 km): 41. Platz; 28:46,7 min; +2:35,1 min

Frauen:
- Barbara Ertl
Einzel (15 km): 38. Platz; 55:30,0 min; +6:05,9 min
- Katya Haller
Sprint (7,5 km): 53. Platz; 25:22,6 min; +2:51,2 min
- Michela Ponza
Einzel (15 km): 17. Platz; 53:01,4 min; +3:37,3 min
Sprint (7,5 km): 13. Platz; 23:27,2 min; +55,8 min
- Nathalie Santer
Einzel (15 km): 52. Platz; 57:08,4 min; +7:44,3 min
Sprint (7,5 km): 26. Platz; 24:09,5 min; +1:38,1 min
- Saskia Santer
Einzel (15 km): 51. Platz; 56:52,1 min; +7:28,0 min
Sprint (7,5 km): 57. Platz; 25:42,6 min; +3:11,2 min

### Bob
- Männer: Stefano Bartocci, Simone Bertazzo, Antonio De Sanctis, Giorgio Morbidelli, Luca Ottolino, Samuele Romanini, Omar Sacco, Matteo Torchio, Fabrizio Tosini
- Frauen: Jessica Gillarduzzi, Jennifer Isacco, Carola Mellano, Fabiana Mollica, Gerda Weißensteiner

### Curling
- Männer: Fabio Alverà, Marco Mariani, Antonio Menardi, Joël Retornaz, Gian Paolo Zandegiacomo
- Frauen: Eleonora Alverà, Violetta Caldart, Diana Gaspari, Giulia Lacedelli, Rosa Pompanin

### Freestyle

#### Frauen
- Deborah Scanzio
Buckelpiste, Damen: 9. Platz; 23,00 Punkte im Finale
- Mariangela Parravicini
Buckelpiste, Damen: 23. Platz; 19,62 Punkte in der Qualifikation

#### Männer
- Walter Bormolini
Buckelpiste, Männer: 18. Platz; 21,36 Punkte im Finale
- Simone Galli
Buckelpiste, Männer: 21. Platz; 21,98 Punkte in der Qualifikation
- Claudio Bosia
Buckelpiste, Männer: 31. Platz; 19,62 Punkte in der Qualifikation
- Mattia Pegorari
Buckelpiste, Männer: 34. Platz; 16,25 Punkte in der Qualifikation

### Eishockey
- Männer: Luca Ansoldi, René Baur, Christian Borgatello, Joe Busillo, Mario Chitaroni, Jason Cirone, Giorgio De Bettin, Manuel De Toni, Nicola Fontanive, Armin Helfer, Günther Hell, Anthony Iob, Carlo Lorenzi, Stefano Margoni, Jason Muzzatti, Bob Nardella, John Parco, Florian Ramoser, Giulio Scandella, André Signoretti, Michele Strazzabosco, Lucio Topatigh, Carter Trevisani, Tony Tuzzolino, Stefan Zisser
- Frauen: Michela Angeloni, Evelyn Bazzanella, Valentina Bettarini, Celeste Bissardella, Heidi Caldart, Silvia Carignano, Diana Da Rugna, Anna De La Forest, Nadia De Nardin, Linda De Rocco, Rebecca Fiorese, Sabina Florian, Luana Frasnelli, Manuela Friz, Waltraud Käser, Maria Leitner, Debra Montanari, Katharina Sparer, Silvia Toffano, Sabrina Viel

### Eiskunstlauf

#### Frauen
- Silvia Fontana
- Carolina Kostner

#### Männer
- Karel Zelenka

#### Eistanz
- Federica Faiella und Massimo Scali
- Barbara Fusar-Poli und Maurizio Margaglio

### Eisschnelllauf
Herren
- Matteo Anesi
Teamverfolgung: Goldmedaille
- Stefano Donagrandi
5000 m: 16. Platz – 6:33,45 min; +18,77 s
Teamverfolgung: Goldmedaille
- Enrico Fabris
5000 m: Bronzemedaille – 6:18,25 min; +3,57 s
1500 m: Goldmedaille
Teamverfolgung: Goldmedaille
- Ippolito Sanfratello
5000 m: 14. Platz – 6:32,58 min; +17,90 s
Teamverfolgung: Goldmedaille
- Ermanno Ioriatti
500 m: 21. Platz

Damen
- Chiara Simionato

### Rennrodeln
- Patrick Gruber
- Oswald Haselrieder
- Wilfried Huber
- Anastasia Oberstolz-Antonova
- Christian Oberstolz
- Gerhard Plankensteiner
- Armin Zöggeler

### Shorttrack
Herren
- Fabio Carta
1000 m: im Viertelfinale ausgeschieden
1500 m: B-Finale und insgesamt 7. Platz
5000 m Staffel: 4. Platz
- Nicola Rodigari
1000 m: im Viertelfinale ausgeschieden
1500 m: im Halbfinale ausgeschieden
5000 m Staffel: 4. Platz
- Yuri Confortola
5000 m Staffel: 4. Platz
- Nicola Franceschina
5000 m Staffel: 4. Platz
- Roberto Serra
500 m: 9. Platz

### Skeleton
- Costanza Zanoletti

- Damen: 5. Platz; 2:02,17 min; +2,34 s

- Maurizio Oioli

- Herren: 12. Platz; 1:58,52 min; +2,64 s

### Ski alpin
- Massimiliano Blardone
- Daniela Ceccarelli
- Annalisa Ceresa
- Chiara Costazza
- Elena Fanchini
Abfahrt, Damen: 29. Platz – 2:01,06 min
- Nadia Fanchini
Abfahrt, Damen: 10. Platz – 1:57,84 min
- Peter Fill
Abfahrt, Männer: 19. Platz – 1:50,88 min
Alpine Kombination, Männer: 9. – 3:12,21 min
- Kristian Ghedina
Abfahrt, Männer: 23. Platz – 1:50,98 min
- Denise Karbon
- Daniela Merighetti
Abfahrt, Damen: 32. Platz – 2:01,76 min
- Manfred Mölgg
- Manuela Mölgg
- Karen Putzer
- Lucia Recchia
Abfahrt, Damen: 13. Platz – 1:58,30 min
- Giorgio Rocca
Alpine Kombination, Männer: 5. – 3:10,74 min
- Alberto Schieppati
- Hannes Paul Schmid
- Davide Simoncelli
- Wendy Siorpaes
- Patrick Staudacher
Abfahrt, Männer: 9. Platz – 1:50,29 min
Alpine Kombination, Männer: ausgeschieden im Slalom (1. Lauf)
- Kurt Sulzenbacher
Abfahrt, Männer: 18. Platz – 1:50,84 min
- Patrick Thaler

### Ski nordisch

#### Nordische Kombination
- Davide Bresadola
- Giuseppe Michielli
Einzel (Normalschanze K106/15 km): 14. Platz, +2:20,9 min
- Daniele Munari
Einzel (Normalschanze K106/15 km): 39. Platz, +5:21,7 min
- Alessandro Pittin
Einzel (Normalschanze K106/15 km): 46. Platz, +9:05,6 min
- Jochen Strobl
Einzel (Normalschanze K106/15 km): 34. Platz, +4:57,7 min

#### Skispringen
- Andrea Morassi
- Alessio Bolognani
- Sebastian Colloredo
- Davide Bresadola

#### Skilanglauf
Herren
- Cristian Zorzi
- Freddy Schwienbacher
- Loris Frasnelli
- Fulvio Valbusa
- Fabio Santus
- Valerio Checchi
- Renato Pasini
- Cristian Saracco
- Giorgio Di Centa
- Pietro Piller Cottrer

Frauen
- Arianna Follis
- Magda Genuin
- Barbara Moriggl
- Gabriella Paruzzi
- Antonella Confortola
- Cristina Paluselli
- Sabina Valbusa

### Snowboard

#### Riesenslalom
- Corinna Boccacini
- Marion Posch
- Carmen Ranigler
- Isabella Dal Balcon
- Lidia Trettel
- Meinhard Erlacher
- Roland Fischnaller
- Rudy Galli
- Simone Salvati

#### Halfpipe
- Romina Masolini
- Tania Detomas
- Giacomo Kratter
- Manuel Pietropoli

#### Snowboard Cross
- Carmen Ranigler
- Simone Malusà
- Stefano Pozzolini
- Francesco Sandrini
- Alberto Schiavon
- Tommaso Tagliaferri